# Mahmood
Alessandro Mahmoud (Milà, 12 de setembre de 1992), més conegut pel seu nom artístic Mahmood, és un cantant i compositor italià. Va arribar a la fama després d'haver participat a la sisena edició de la versió italiana del X Factor on va ser eliminat al tercer episodi. El 2019 va guanyar el Festival de Sanremo amb la seva cançó «Soldi» amb la que va representar al seu país a Eurovisió l'any 2019 a Tel-Aviv on va quedar segon. Al febrer del 2019 va debutar amb el seu primer àlbum Gioventù bruciata.

## Primers anys
Va néixer a Milà de mare italiana de Sardenya i pare egipci, es va criar al voltant de Gratosoglio. Quan tenia cinc anys, els seus pares es van divorciar i posteriorment va ser criat per la seva mare.

## Carrera (2012-Actualitat)

### 2012 - 2018: X Factor i inicis
En 2012, Mahmood va participar per a la sisena temporada de la versió italiana de The X Factor. Es va convertir en part de la categoria de nois sent la seva mentora, Simona Ventura. Va ser eliminat en Judges Houses, després va tornar com a comodí, finalment ser eliminat en el tercer episodi. Després d'aquesta experiència, va treballar en un bar i va assistir a una escola de música, estudiant piano, solfeig i teoria musical, on també va començar a escriure cançons. En 2013, va llançar el seu primer single «Fallin' Rain».
El 2016, Mahmood va participar en la Secció de Nouvinguts del Festival de la Cançó de Sant Rem amb la cançó «Dimentica». El 2017, va llançar el single «Pesos», amb el qual participa en la cinquena edició del Wind Summer Festival, guanyant el tercer episodi de la secció Juvenil. El 2017, també va aparèixer en el single Fabri Fibra, «Luna». El setembre de 2018, va llançar el seu primer EP, Gioventù bruciata. Al novembre de 2018, Marco Mengoni va llançar el seu cinquè àlbum, Atlantico, que compta amb tres pistes coescrites per Mahmood, inclòs el single «Hola (I Say)».

### 2019 - Actualitat
Mahmood va interpretar la cançó per primera vegada durant el primer show en viu del 69è Festival de la Cançó de Sanremo, que es va celebrar el 5 de febrer de 2019. Durant la primera ronda de la final, «Soldi» es va situar en el setè lloc en el vot dels televidents, però va ser el més votat pel jurat d'experts i el segon més votat pel jurat de premsa. Com a resultat, Mahmood va guanyar un lloc en els tres primers actes de la competència i després d'una actuació addicional, la cançó va ser declarada guanyadora del 69è Sanremo Music Festival, cosa que li va portar a representar a Itàlia en la 64 edició d'Eurovisió on va quedar segon amb 465 punts.
Al 22 de febrer de 2019 va publicar el seu primer àlbum Gioventù bruciata amb un total de 10 cançons i un remix del seu èxit Soldi amb Guè Pequeno.

## Discografia

### Àlbum
- 22 de febrer de 2019- Gioventù bruciata (35 minuts)
- # Soldi
- # Gioventù bruciata
- # Uramaki
- # Il Nilo nel Naviglio
- # Anni 90 (feat. Fabri Fibra)
- # Asia occidente
- # Remo
- # Milano Good Vibes
- # Sabbie mobili
- # Mai figlio unico
- # Soldi (feat. Guè Pequeno)

### Singles
- 2016. Dimentica
- 2017. Pesos
- 2018. Uramaki
- 2018. Milano Good Vibes
- 2019. Gioventù bruciata
- 2019. Barrio

### Col·laboracions
- 2017. Luna amb Fabri Fibra
- 2017. Presi male amb Michele Bravi
- 2018. Doppio whisky amb Gué Pequeno
- 2019. Calipso amb Sfera Ebbasta, Charlie Charles i Fabri Fibra
- 2019. Soldi (Remix) amb Benny Benassi
- 2019. Soldi (Remix) amb Denis First
- 2019. Soldi (Remix) amb Vigiland
- 2019. Soldi amb Maikel Delacalle
- 2019. Soldi amb Isac Elliot
- 2019. Barrio amb Lalo Ebratt

## Tour

### Europa Good Vibes (2019)
- 13 de setembre. Bolonia, Itàlia (Tutto Molto Bello)
- 14 de setembre. Ancona, Itàlia (Primo Piano Festival)
- 27 de setembre. San Vito lo Capo, Itàlia (Cous Cous Festival)
- 28 de setembre. Cosenza, Itàlia (Festival delle Invasioni)
- 3 d'octubre. Tel-Aviv, Israel (Zappa Live Park)
- 23 d'octubre. Lúgano, Suïssa (Studio Foce)
- 24 d'octubre. Zurich, Suïssa (Mascotte)
- 27 d'octubre. Londres, Regne Unit (Under The Bridge)
- 28 d'octubre. París, França (Café De La Danse)
- 29 d'octubre. Luxemburg, Luxemburg (Rockhall)
- 31 d'octubre. Brussel·les, Bèlgica (La Madeleine)
- 1 de novembre. París, França (Café De La Danse)
- 3 de novembre. Berlín, Alemanya (Frannz)
- 5 de novembre. Barcelona, Espanya (Razzmatazz)[5]
- 6 de novembre. Madrid, Espanya (Teatro Barceló)

## Premis
- Italian Music Festival 15
- Wind Summer Festival 2017

- Sanremo Giovani 2018

- Festival de Sanremo 2019
- SEAT Music Awards
  - Premi "CD oro" per l'àlbum Gioventù bruciata
  - Premi "Singolo Multiplatino" per Soldi
- MTV Europe Music Awards
  - Premi "Best Italian Act"